# Tiszafüredi kistérség
A Tiszafüredi kistérség kistérség Jász-Nagykun-Szolnok megyében, központja Tiszafüred. A Tiszafüred megyebeli vonzáskörzetének tekinthető kistérséghez 13 település tartozik, ebből a névadó településen kívül kettő (Kunhegyes és Abádszalók) bír városi ranggal.

## Települései
| Abádszalók     | Kunhegyes   | Nagyiván       | Tiszabura | Tiszaderzs |
| Tiszafüred     | Tiszagyenda | Tiszaigar      | Tiszaörs  | Tiszaroff  |
| Tiszaszentimre | Tiszaszőlős | Tomajmonostora |           |            |

## Fekvése
A kistérség a megye északkeleti részén található, Tiszafüred 25 km-es körzetében. Az észak-alföldi régió közép-nyugati részén. Területe 846,60 km2, Jász-Nagykun-Szolnok megye területének 15%-a. A kistérség településeinek száma 13, (3 város, Tiszafüred, Kunhegyes, Abádszalók, 10 pedig kis és apró falunak tekinthető). A kistérség települései több kistáji egységet képeznek. Keleten a Hortobágy, nyugat felé haladva, Tisza (ez a kistérség határa). Tiszafüred a vidék legnagyobb közúti és vasúti csomópontja, főleg hazai forgalmát tekintve. A kistérség településeinek 40%-a vasúttal is megközelíthető, itt megy át a 34-es és a 33-as, kelet-nyugati irányú főútvonal út. A kistérség többi települése mind elérhető a rendszeres és sűrűn induló autóbusz járatokkal.

## Története
A kistérség Jász-Nagykun-Szolnok megye északkeleti részén helyezkedik el. Területe 847 km 2, lakónépessége 2004. december 31-én 40 082 fő. Népsűrűsége az országos átlagnak mindössze 
46,6%-a (51,4 fő/km 2), és az elvándorlás további kedvezőtlen tendenciákat eredményez. 1995 és 
2004 között a kistérség lakónépessége 7%-kal csökkent, arányaiban jobban, mint a megye, vagy 
akár a régió lakosságának száma. A vándorlási egyenleg évek óta negatív a KSH adatai szerint. 
Társadalmi és gazdasági szempontból a kistérség az ország leghátrányosabb helyzetű területei 
közé tartozik, jellemző az országos átlagot jelentősen meghaladó munkanélküliség.
A Kistérségi Fejlesztési Tanács 2004. novemberében alakult meg, legfőbb feladatát a kistérségben felmerülő területfejlesztési igények és lehetőségek összehangolásában jelölte meg. A 13 települést magába foglaló többcélú társulás célja a régió fejlesztési prioritásaival összhangban
lévő tartós gazdasági, társadalmi és környezeti fejlődés.

## Nevezetességei
Abádszalók : 
- Tiszaabád református temploma 1787 és 1789 között épült.
- Tiszaszalók mai református temploma 1811 és 1822 között épült. 1842-ben tetőzete leégett, majd 1924-ben újjal cserélték ki.
- Tiszaszalók római katolikus temploma 1744-ben barokk stílusban épült. A berendezés: a szószék, a keresztelőkút copf stílusú, és 1790 körül készült. Oltárképeit az abádszalóki születésű Kovács Mihály festette 1870-73-ban.
- Babamúzeum: A kiállításon a Kárpát-medence 156 féle viselete 360 db babán (56 cm-es hiteles kicsinyített másolatok) látható. Illetve a világ 65 országának 226 db babája is megtekinthető, és a kiállítás folyamatosan bővül.
- Abádi partifecsketelep: Több mint százötven madárfajt azonosítottak ezen a tájon. A természeti értékek közül kiemelkedik a védett természetvédelmi területen található abádi partifecsketelep.
- Malom-fogadó: A Mikszáth út tiszai strand felé eső részén áll a Malom-fogadó, amely az Eppinger-féle malom volt. Itt működött 1912-13-tól az abádszalóki gőzfűrész és gőzmalom.

Kunhegyes : 
- Az ország 2. legnagyobb református temploma
- Miseruha-gyűjtemény, (Katolikus templom)
- Néprajzi Gyűjtemény
- Komlóssy-féle szélmalom
- Kunhalmok
- Kunhegyesi Szent István Termálfürdő

Nagyiván :
Tiszabura :
- Református templom
- Szapáry-kápolna
- Pusztataskonyi-mezőgazdasági repülőtér
- Gyönyörű természeti környezet (ártér, gát)
- Révház, csónakkikötő

Tiszaderzs :
- Református templom – 18. század
- 13. századból való román stílusú templomrom. A templomot 1706-ban, a Rabutin-hadjárat idején égették fel.

Tiszafüred :
- Református templom (barokk, 18. század második fele)
- Római katolikus templom (klasszicista)
- Zsinagóga
- Kemény kastély
- Lipcsey-kúria (19. század)
- Kiss Pál Múzeum
- Nyúzó Gáspár Fazekasház
- Meggyes Csárdamúzeum (Kócsújfalu)
- Tiszafüredi Strand- és Gyógyfürdő

Tiszagyenda :
- A községben két templom található: a római katolikus templom és a református templom.
- A környéken több kastély és kúria is volt, ám ezek közül mára csak a Hellebronth-kastély maradt meg. A római katolikus templom építése is a Hellebronthok nevéhez fűződik. Jellegzetes épület még a Csapó-kúria, a család egyik tagja részt vett az 1848-49-es szabadságharcban is.
- A község mellett található Borshalom, amely az előző században jelentős központ volt, több tanya épült e területen, illetve még korábban itt állt a Baldácsy-kastély. Mivel a Baldácsy családnak nem voltak leszármazottai, ezért teljes vagyonukat a református egyházra hagyták.

Tiszaigar :
- Arborétum

Tiszaörs :
- Római katolikus templom (barokk, 18. század)
- Római Katolikus templom: 1783-ban Eszterházy Károly egri püspök

közreműködésével épült Tiszaörs központjában, az egykori középkori templom helyén.
Késő barokk stílusú, mely illeszkedik az akkori időszak építészeti irányzatához. 
Oltárképét Zirkler János egri festő készítette, 1786-ban. Templomunk 
búcsúünnepe július első vasárnapja, Sarlós Boldogasszony ünnepe. 
- Temető kápolna:1880-ban Kanizsay Károly apátplébános saját költségén építtette a falu déli oldalán található kunhalmon. A kápolnához vezető úton családok bevonásával készült el a 14 stáció, melyeket mai is helyi katolikus családok gondoznak.. A körülötte lévő temető 1970-ben bezárásra került. A temetőben forgatták az Árvácska című film jelenetét. A kápolna és környéke rendkívül népszerű a filmforgatás világában.
- Tiszaörs - Fürdő: 1930-as évek elején, az alföldi szénhidrogén kutatás során a

község határában 54 fokos ivásra is alkalmas gyógyvizet találtak, melyre 1935-ben 
egy közfürdőt fejlesztettek ki , majd üdülőtelepet építettek.
2006-ban vizét gyógyvízzé minősítették, mely ízületi, mozgásszervi, nőgyógyászati 
megbetegedésekre, problémákra javasolt, de ívó kúraként is használható.
- Tiszaörs - Lovasfarm: egész évben pihenést nyújt a látogatóknak, szálláshelyekkel,

étteremmel valamint pihenési, szórakozási, sportolási lehetőségeket biztosít, 
lovaglás, vadászat, söröző, konferenciaterem, grillezés, háziállatok megtekintése 
stb.
Tiszaroff :
Tiszaszentimre :
- 18. századi református templom
- 18. századi, barokk, klasszicista lelkészlak
- Szent Imre szobra a templomkertben

Tiszaszőlős :
- Cserőközi Tisza holtág

Tomajmonostora :